# Васкес, Франко
Фра́нко Дамиа́н Ва́скес (исп. Franco Damián Vázquez; 22 февраля 1989, Танти, Аргентина) — аргентинский и итальянский футболист, полузащитник клуба «Кремонезе». Выступал за сборные Италии и Аргентины.

## Карьера

### Клубная
Взрослую карьеру начал в аргентинском футбольном клубе «Бельграно». Несколько сезонов играл в Примере B (2-й дивизион Аргентины). В сезоне 2011/12 дебютировал в высшем аргентинском дивизионе. В том сезоне провёл 18 игр и забил 3 гола.
В начале 2012 года подписал контракт с итальянским «Палермо». Первый матч за клуб провёл 8 января 2012 года в 17-м туре Серии A против «Наполи». «Палермо» проиграл со счётом 1:3. Сезон 2012/13 провёл в аренде в испанском «Райо Вальекано». Провёл в Примере 18 игр, забил 3 гола. В сезоне 2013/14 играл за «Палермо» в Серии B. Выиграл вместе с командой чемпионат и вернулся в Серию A. В сезоне 2014/15 провёл 37 игр в чемпионате, забил 10 голов и сделал 10 голевых передач. В сезоне 2015/16 сыграл 36 матчей и забил 8 голов.
16 июля 2016 года перешёл в «Севилью» за 13 миллионов евро. Контракт подписан сроком на 5 лет. В сезоне 2016/17 сыграл 30 матчей и забил 7 голов в чемпионате. В сезоне 2017/18 сыграл 30 матчей и забил 4 гола в чемпионате. В сезоне 2018/19 сыграл 34 матча и забил 3 гола в чемпионате.

### В сборной
У Франко двойное гражданство: аргентинское и итальянское. Мать Васкеса итальянка, а отец — аргентинец. Франко решил играть за итальянскую сборную.
21 марта 2015 года Васкес получил свой первый вызов в сборную Италии для участия в отборочной игре Евро 2016, против Болгарии и товарищеского матча против Англии. Тренер Антонио Конте был раскритикован за то, что он вызвал аргентинца Васкеса вместе с уроженцем Бразилии Эдером. 23 марта 2015 года Роберто Манчини сказал: «Итальянская сборная должна быть итальянской. Итальянский игрок заслуживает того, чтобы играть за сборную, а тот, кто не родился в Италии, даже если у него есть родственники, Я не думаю, что они заслуживают этого». Ответ Конте за использование иностранцев: «Если Мауро Каморанези [родился в Аргентине] было разрешено помогать Италии выиграть чемпионат мира по футболу 2006 года, то почему Эдер и Франко Васкес не могут помочь „Адзурри“ в следующие году на Евро 2016?».
Дебютировал за сборную Италии 31 марта 2015 года в товарищеском матче против сборной Англии. Встреча завершилась вничью со счётом 1:1.
В августе 2016 года изъявил желание выступать за сборную Аргентины. 11 октября 2018 года впервые сыграл за новую сборную — Аргентина победила Ирак в товарищеской встрече со счётом 4:0.

## Достижения
«Палермо»
- Чемпион Италии (Серия B): 2013/14

 «Севилья»
- Победитель Лиги Европы УЕФА: 2019/20

## Выступления за сборные
| Матчи Васкеса за сборную Италии | Матчи Васкеса за сборную Италии | Матчи Васкеса за сборную Италии | Матчи Васкеса за сборную Италии | Матчи Васкеса за сборную Италии | Матчи Васкеса за сборную Италии | Матчи Васкеса за сборную Италии |
| ------------------------------- | ------------------------------- | ------------------------------- | ------------------------------- | ------------------------------- | ------------------------------- | ------------------------------- |
| №                               | Дата                            | Оппонент                        | Счёт                            | Голы                            | Соревнование                    |                                 |
| 1                               | 31 марта 2015                   | Англия                          | 1:1                             | —                               | Товарищеский матч               |                                 |
| 2                               | 16 июня 2015                    | Португалия                      | 0:1                             | —                               | Товарищеский матч               |                                 |

Итого: 2 игры / 0 голов; 0 побед, 1 ничья, 1 поражение.
| Матчи Васкеса за сборную Аргентины | Матчи Васкеса за сборную Аргентины | Матчи Васкеса за сборную Аргентины | Матчи Васкеса за сборную Аргентины | Матчи Васкеса за сборную Аргентины | Матчи Васкеса за сборную Аргентины | Матчи Васкеса за сборную Аргентины |
| ---------------------------------- | ---------------------------------- | ---------------------------------- | ---------------------------------- | ---------------------------------- | ---------------------------------- | ---------------------------------- |
| №                                  | Дата                               | Оппонент                           | Счёт                               | Голы                               | Соревнование                       |                                    |
| 1                                  | 7 сентября 2018                    | Гватемала                          | 3:0                                | —                                  | Товарищеский матч                  |                                    |
| 2                                  | 11 октября 2018                    | Ирак                               | 4:0                                | —                                  | Товарищеский матч                  |                                    |
| 3                                  | 16 ноября 2018                     | Мексика                            | 2:0                                | —                                  | Товарищеский матч                  |                                    |

Итого: 3 игры / 0 голов; 3 победы, 0 ничьих, 0 поражений.